# Зямбайгуртське сільське поселення
Зямбайгу́ртське сільське поселення — колишнє муніципальне утворення у складі Вавозького району Удмуртії, Росія. Адміністративний центр — присілок Зямбайгурт.
Населення становить 583 особи (2019, 622 у 2010, 603 у 2002).
Голова:
- 2008–2012 — Александров Сергій Ілліч

Станом на 2002 рік присілки Зямбайгурт та Стара Бія перебували у складі Водзімоньїнської сільської ради. Потім їх було виокремлено в окреме Зямбайгуртське сільське поселення.
Розформоване 9 травня 2021 року законом Удмуртської Республіки за 26 квітня 2021 року № 30-РЗ через переформування муніципального району на муніципальний округ.
До складу поселення входять такі населені пункти:
| Населений пункт      | Населення, осіб (2002) | Населення, осіб (2010) |
| -------------------- | ---------------------- | ---------------------- |
| Зямбайгурт, присілок | 553                    | 587                    |
| Стара Бія, присілок  | 50                     | 35                     |

В поселенні, а саме в його центрі, діють середня школа, садочок «Берізка», фельдшерсько-акушерський пункт, будинок культури, бібліотека. В Зямбайгурті діє фольклорне відділення Вавозької дитячої школи мистецтв.
Серед підприємств працює СГПК Колгосп імені Мічуріна.